# Patrik Ženúch
Patrik Ženúch (né le 30 décembre 1990) est un athlète slovaque spécialiste du lancer de javelot.
Le 3 mai 2014 à KošIce, il porte son record à 84,83 m. En juin 2015, il remporte l'épreuve du javelot lors des Jeux européens de Bakou.